# Princesa Rajwa Al Hussein
Rajwa Al Hussein (em árabe: رجوة آل سيف; Riade, 28 de  abril de 1994) é uma aristocrata e membro da família real jordana por ser a esposa de Hussein, herdeiro aparente do trono da Jordânia, dessa forma, é esperado que Rajwa seja a próxima Rainha Consorte da Jordânia. O noivado do casal foi anunciado em agosto de 2022 e eles se casaram em uma cerimônia em Amã em junho de 2023. Nascida na Arábia Saudita, é uma arquiteta formada, a partir do casamento ela assumirá compromissos oficiais em nome de seu sogro, o rei Abdullah II.
Após seu casamento, em 1º de junho de 2023, ela foi estilizada como Sua Alteza Real a Princesa Rajwa Al Hussein. 

## Biografia
Nascida Rajwa Khaled bin Musaed bin Saif bin Abdulaziz Al Saif, mas mais conhecida simplesmente como Rajwa Al Saif, ela morava em Riade, na Arábia Saudita, com os pais, Khalid bin Musaed bin Saif bin Abdulaziz Al Saif e Azza bint Nayef Abdulaziz Ahmed Al Sudairi, antes de se casar e tem três irmãos mais velhos, chamados Faisal, Nayef e Dana. É membro da família Al Saif, os xeques da cidade de Al-Attar, da região de Sudair, desde o início do reinado do rei Abdulaziz Al Saud. Sua mãe é uma prima do rei da Arábia Saudita, Salman.  

### Educação
Ela completou seu Ensino Primário e Secundário na Arábia Saudita e posteriormente se formou na Faculdade de Arquitetura da Universidade de Syracuse, em Nova York, EUA. 

## Noivado e casamento com Al Hussein
O noivado com o Príncipe Herdeiro Al Hussein foi anunciado em 17 de agosto de 2022 e a aconteceu em Riade, na Arábia Saudita. Em 31 de dezembro do mesmo ano foi anunciado que a boda aconteceria em 1º de Junho de 2023.
O casamento aconteceu com a presença de vários membros da família real da Jordânia e realezas do mundo todo, entre eles o Príncipe William de Gales e sua espoca, a Príncesa Catherine, o Rei Filipe e a Princesa Herdeira Elizabeth da Bélgica, o Rei Guilherme Alexandre e a Rainha Máxima  dos Países Baixos. 
Nota: leia o artigo casamento de Hussein, Príncipe Herdeiro da Jordânia, e Rajwa Al Saif. 

### Descendência
Em 10 de abril de 2024 a Corte Real Haxemita anunciou que o casal esperava o primeiro filho, que nasceria no verão. Em 10 de abril de 2024 a Corte Real Haxemita anunciou que o casal esperava o primeiro filho, que nasceria no verão. A criança, uma menina, nasceu em 03 de agosto de 2024 e foi chamada Iman.  

## Funções oficiais
Após o casamento, a exemplo de sua sogra, a rainha Rania, ela participa de atividades da Casa Real ao lado de membros da casa real. Porém, como Rania, ela não exercerá atividades oficias ligadas à chefia de estado, apesar de poder representar o monarca e o marido em diversos tipos de eventos. Ela também atenderá atividades relativas a projetos sociais e de caridade.  

## Títulos e honras
- Senhorita Rajwa Khalid Alseif - abril de 1994 - 31 de maio de 2023
- Sua Alteza Real a Princesa Rajwa Al Hussein - 1º de junho de 2023 - presente